# Liquor carbonis detergens
Liquor Carbonis detergens (łac.) – płyn ze smołą pogazową i saponinami, (FP II, syn. Tinct.Quillajae et Coaltari, płyn oczyszczający), preparat galenowy do użytku zewnętrznego, sporządzany według przepisu farmakopealnego.  W Polsce na stan obecny (2024) skład określa Farmakopea Polska II (1937). 

## Skład i przygotowanie
Płyn ze smołą pogazową i saponinami może być sporządzany w zakresie receptury aptecznej. Jest jednorodną, przezroczystą, czerwonobrunatną cieczą o gęstości 0,873 g/cm³, zawierającą 20 cz. proderminy (Pix Lithanthracis) i 80 cz. nalewki z kory mydłodrzewu (mydłoki, kwilaji) (Tinctura Quillajae). Smołę z węgla kamiennego i nalewkę mydłokową ogrzewa się pod chłodnicą zwrotną przez 1 godzinę na łaźni wodnej, często mieszając. Następnie należy przecedzić przez płótno i przesączyć.  
Dawniej preparat produkowany był w Polsce przez laboratoria galenowe, ze zmodyfikowanym (niefarmakopealnym) składem, w którym zamiast nalewki z korzenia mydłodrzewu była używana nalewka z korzenia mydlnicy (Tinctura Saponariae). Obecnie (2024) produkowany jest również przemysłowo.  

## Działanie i zastosowanie
Wykazuje właściwości podobne do proderminy. Liquor Carbonis detergens znalazł zastosowanie jako surowiec farmaceutyczny w recepturze aptecznej do sporządzania preparatów dermatologicznych stosowanych w leczeniu wyprysku sączącego i suchego, łojotoku, łupieżu, świądu różnego pochodzenia, łuszczycy, figówki brody (pomocniczo) i innych chorób skóry.
W przeciwieństwie do proderminy swobodnie rozpuszcza się w etanolu 70-96%, co pozwala na wytwarzanie rozszerzonego zakresu preparatów, np. na skórę owłosioną głowy (roztwory spirytusowe łącznie z rezorcyną i kwasem salicylowym). Saponiny wchodzące w skład płynu emulgują tłuszcze oraz zmniejszają napięcie powierzchniowe, działając osłaniająco łagodzą działanie drażniące smoły węglowej.
Zakres stężeń terapeutycznych 5%-10% (niekiedy do 50%) – roztwory, maści, papki. Niekiedy per se – w formie nieprzetworzonej.